# Clash on Broadway
Clash on Broadway es un álbum recopilatorio triple que cubre algunas canciones de la carrera de la banda británica The Clash exceptuando los temas de Cut the Crap. La recopilación incluye varias versiones alternativas y otras canciones no emitidas previamente.

## Listado de temas

### Disco 1
Todos compuestos por Mick Jones y Joe Strummer a menos que se indique.
1. "Janie Jones" [versión demo] – 2:11
2. "Career Opportunities" [versión demo] – 1:58
3. "White Riot" [versión del sencillo británico] – 1:59
4. "1977" – 1:41
5. "I'm So Bored With the U.S.A." – 2:25
6. "Hate & War" – 2:06
7. "What's My Name" (Mick Jones, Keith Levene y Joe Strummer) – 1:40
8. "Deny" – 3:05
9. "London's Burning" – 2:10
10. "Protex Blue" – 1:46
11. "Police & Thieves" (Junior Murvin y Lee Perry) – 6:00
12. "48 Hours" – 1:36
13. "Cheat" – 2:07
14. "Garageland" – 3:14
15. "Capital Radio One" – 2:09
16. "Complete Control" – 3:14
17. "Clash City Rockers" – 3:49
18. "City of the Dead" – 2:24
19. "Jail Guitar Doors" – 3:05
20. "The Prisoner" – 3:00
21. "(White Man) In Hammersmith Palais" – 4:01
22. "Pressure Drop" (Toots Hibbert) – 3:26
23. "1-2 Crush on You" – 3:01
24. "English Civil War" [en vivo] (Tradicional; arreglado por Mick Jones y Joe Strummer) – 2:41
25. "I Fought the Law" [en vivo] (Sonny Curtis) – 2:26

### Disco 2
Todos compuestos por Mick Jones y Joe Strummer a menos que se indique.
1. "Safe European Home" – 3:51
2. "Tommy Gun" – 3:17
3. "Julie's Been Working for the Drug Squad" – 3:04
4. "Stay Free" – 3:40
5. "One Emotion" – 4:40
6. "Groovy Times" – 3:30
7. "Gates of the West" – 3:27
8. "Armagideon Time" (Clement Dodd y Willie Williams) – 3:50
9. "London Calling" – 3:20
10. "Brand New Cadillac" 	(Vince Taylor) – 2:10
11. "Rudie Can't Fail" – 3:30
12. "The Guns of Brixton" (Paul Simonon) – 3:11
13. "Spanish Bombs" – 3:20
14. "Lost in the Supermarket" – 3:48
15. "The Right Profile" – 3:55
16. "The Card Cheat" – 3:51
17. "Death or Glory" – 3:57
18. "Clampdown" – 3:50
19. "Train in Vain" – 3:11
20. "Bankrobber" – 4:33

### Disco 3
Todos compuestos por The Clash a menos que se indique.
1. "Police on My Back" (Eddy Grant) – 3:18
2. "The Magnificent Seven" – 5:33
3. "The Leader" – 1:42
4. "The Call Up" – 5:28
5. "Somebody Got Murdered" – 3:35
6. "Washington Bullets" – 3:52
7. "Broadway" – 4:57
8. "Lightning Strikes (Not Once But Twice)" [en vivo] – 3:38
9. "Every Little Bit Hurts" (Ed Cobb) – 4:38
10. "Stop the World" – 2:33
11. "Midnight to Stevens" – 4:39
12. "This Is Radio Clash" – 4:11
13. "Cool Confusion" – 3:15
14. "Red Angel Dragnet" [versión alternativa] – 3:25
15. "Ghetto Defendant" [versión alternativa] – 4:15
16. "Rock the Casbah" [versión del sencillo estadounidense] – 3:42
17. "Should I Stay or Should I Go" [versión del sencillo estadounidense] – 3:09
18. "Straight to Hell" [versión alternativa] – 6:56
19. "Hidden Track" (aka. "The Street Parade") – 3:27

- Datos: Q608025